# Ricchi e Poveri
A Ricchi e Poveri (magyarul: Gazdagok és Szegények) olasz együttes. 1967-ben alakult, tagjai: Franco Gatti, Angela Brambati és Angelo Sotgiu. Az 1978-as Eurovíziós Dalfesztiválon tizenkettedikek lettek a Questo amore című dalukkal. Legismertebb dalaik: Mamma Maria, Voulez-vous danser?, Ciao Italy, és a Sarà perché ti amo. Több számukat az olasz mellett spanyolul is felvették, az utóbbit Thalía is feldolgozta a 2008-as lemezén (Será porque te amo). Alapító tag volt még Marina Occhiena is; ő tette az együttest világhírűvé, amikor a Che sarà című dalt énekelte 1971-ben. 1981-ben azonban elhagyta az együttest. 2016-ban fia, Alex halála után 3 évvel Franco Gatti is kilépett a formációból.
2014 augusztusában Magyarországon is felléptek: a Kaposvári Nemzetközi Kamarazenei Fesztivál egyik kiegészítő programjaként a Ricchi e Poveri tartott koncertet a kaposvári Kossuth téren.
2025-ben a felvidéki Gútán hatalmas tömeg előtt ingyenes koncerten a Gútai vásáron szórakoztatták a közönséget.
2020-ban újra összeálltak négyen: Angelo, Angela, Marina és Franco, mely ettől Ricchi e Poveri Reunion nevet viseli.
2022. október 18-án Franco Gatti 80 évesen elhunyt.

## Albumok
- Un diadema di successi – 1976
- Ricchi & Poveri – 1976
- I musicanti – 1976
- Come eravamo – 1980
- E penso a te – 1982
- Mamma Maria – 1982
- Voulez vous danser – 1983
- Sarà perchè ti amo – 1983
- Ieri & oggi – 1983
- Dimmi quando – 1985
- Cocco bello Africa – 1987
- Nascerà Gesù – 1988
- Buona giornata e… – 1989
- I grandi successi – 1994
- Parla col cuore – 2001/2002